# Belli Studio
A Belli Studio é uma produtora audiovisual independente, fundada em 1999 por Rubens Belli e Aline Muxfeldt S. Belli. Desde sua fundação, a empresa formou uma equipe especializada em Animação 2D digital, Ilustração e Design Gráfico.

## História
Inicialmente, a Belli Studio concentrou seus esforços na área de ilustração e diagramação de livros infantis, com um departamento de Arte dedicado a essas áreas. Além disso, a empresa também atendia agências de comunicação e indústrias da região com serviços relacionados à artes gráficas.
Em 2001, expandiu suas atividades para o campo da animação, especializando-se na técnica 2D, com a produção do curta-metragem "Aventuras na Ilha da Magia", que conquistou o Prêmio Catarinense de Cinema FCC 2001. Em 2005, a produtora deu início à produção de séries animadas.
A partir de 2009, passou a integrar o programa Brazilian TV Producers, promovido pela APEX, o que possibilitou sua participação em eventos internacionais na área audiovisual, como MIPCOM, Kidscreen e MIFA.
A experiência da Belli Studio abrange a produção de séries para televisão, desde a concepção artística e desenvolvimento criativo até o design, animação e pós-produção. A empresa combina tecnologia e fundamentos artísticos na execução de  projetos. Além de prestar serviços para empresas nacionais e internacionais, também se dedica à produção de obras originais.
A produtora é reconhecida no mercado de animação, tanto nacional quanto internacionalmente. Em seu portfólio, destacam-se animações de séries renomadas que foram exibidas nos canais Disney, TV Cultura, Netflix, Discovery Kids e Cartoon Network. Dirigida por Rubens Belli, a Belli Studio foi vencedora do troféu Animacción no Prêmio Chilemonos em 2018, com a série "Boris e Rufus", que também foi indicada como melhor série de animação brasileira em 2019 pela Academia do Cinema Brasileiro.

## Obras

### Boris e Rufus
É uma série de animação criada por Filipe Cargnin e Elisa Baasch, que narra as aventuras do cachorro ranzinza Boris e do brincalhão Rufus, um furão que acredita ser um cão. A série também apresenta Leopoldo, um gato estrategista e influenciador renomado no universo pet. Os personagens, dotados de características e ambições humanas, acessam diariamente a "interpetnet" e outras tecnologias, vivenciando diversas aventuras quando seus donos estão fora de casa. A animação aborda temas como amizade e solidariedade, sempre de maneira divertida e descontraída.
Em 2016, a série foi licenciada internacionalmente e pré-vendida para a Disney da América Latina, com 26 episódios. "Boris e Rufus" estreou oficialmente em 2018, e atualmente conta com três temporadas, tendo o português como voz original e sendo dublada em espanhol, inglês, taiwanês, russo, e exibida em mais de 100 países. A série foi premiada na categoria Série Animada Latino-Americana do Chilemonos e recebeu o troféu Animacción após ser a mais votada pelo público.
Em 2019, a série ganhou uma adaptação teatral intitulada "Boris e Rufus: uma Aventura Digital", estrelada pelo ator Diogo Savala. A peça foi produzida pela companhia de teatro carioca Rayes e foi apresentada em Ipanema, Rio de Janeiro, em oito sessões realizadas aos fins de semana. A produção incluiu projeções em telão, bonecos articulados e uma proposta inovadora para a marca.
Em 2022, a Belli Studio lançou a terceira temporada de "Boris e Rufus", com a TV Cultura como a primeira janela de exibição. Esta temporada trouxe novas aventuras, incluindo confusões em um reality show, uma guerra espacial e um show de magia. Além de ser exibida internacionalmente desde 2018 e estar dublado em várias línguas, a série também oferece recursos de acessibilidade como Libras, Audiodescrição e Legendas.
A série também está disponível na plataforma Prime Video, onde, em 2021, registrou um aumento de aproximadamente 800% no número de exibições na Amazon Prime Video do Brasil em comparação ao semestre anterior.
Na área de licenciamento, "Boris e Rufus" alcançou destaque através de uma parceria com o agente de licenciamento Redibra, de pelúcias da Estrela,  kits Amigurumis da Linhas Círculo, estojos dentais da Oral Gift e cadernos da Credeal[.

### Tuca, o mestre cuca
É uma série de animação criada por Waleska Ruschel, cuja produção teve início em 2019, em coprodução com a Sato Company. A série ganhou projeção internacional após a participação da empresa na Kidscreen Summit, um dos principais eventos do setor de animação e entretenimento infantil.
Lançada em 2021, a animação narra a história de Tuca, um menino apaixonado por culinária que vive divertidas confusões e compartilha refeições com sua família e amigos. A série destaca as relações humanas de forma positiva, através do amor de Tuca pela culinária e das dicas de sua avó Maga, uma cozinheira aposentada que viaja pelo mundo. Maga envia cartas para Tuca e Pri, seus netos, mostrando a eles a diversidade do mundo e a importância das relações afetivas.
A casa da família é o principal cenário da série, onde Tuca mora com seu pai, mãe, sua irmã Pri e o cachorro Caju. A cozinha, especialmente, é o lugar preferido de Tuca, um espaço acolhedor onde ele passa grande parte do seu tempo. A série, porém, não foca diretamente em receitas ou modos de preparo, mas sim nas relações de afeto e convivência. "Tuca, O Mestre Cuca" tem classificação etária livre e é voltada para crianças de cinco a sete anos.

### Esquadrão do Mar Azul
É uma série de animação criada por Marcela Catunda, cuja produção teve início em 2022 e estreou em 2023. Voltada para crianças em idade pré-escolar, entre três e cinco anos, a série tem como objetivo familiarizar as crianças com os diversos animais que habitam os oceanos e áreas costeiras, e despertar, desde cedo, a consciência sobre a importância da preservação da natureza.
A série apresenta episódios animados que exploram a fauna aquática, além de clipes musicais que reforçam a importância do cuidado com os oceanos. A produção contou com a colaboração de oceanógrafos e professores especializados em meio ambiente, garantindo um conteúdo educativo e cientificamente responsável para as crianças.
Em 2024, a série foi vencedora do Prêmio Grande Otelo, na categoria Melhor Série Brasileira de Animação.

## Serviços prestados em animação (curtas, longas-metragem e documentários)
●       Curta-metragem “Viagem no Tempo em Blumenau”
●       Participação na animação de "Meu Tio José" (Origem) - indicado para o Prêmio Nacional de Cinema 2023 e competiu no Festival de Annecy 2021.
●       Participação na animação de "Meu Amigãozão" (2DLab) - indicado para o Prêmio Nacional de Cinema 2023.
●       Participação na animação, além de produtores associados de "Miúda e o Guarda-chuva" (Movioca) - Selecionado para a edição 2019 do Festival Anima Mundi.
●       Participação na animação e intervalação de "Aventuras do Avião Vermelho" (Armazém de Imagens e Okna)
●       Documentário Terra Prometida (Conspiração Filmes) sendo responsável pela produção de animação nas partes dramatúrgicas, desde a ilustração dos personagens, cenários até a finalização de cada trecho animado.
●       Curta-metragem “A Chinela Turca”, baseado no conto de Machado de Assis. Realizando a montagem do Rig dos personagens e desenvolvendo a animação em 2D Cut-Out numa produção de 10 minutos

## Serviços prestados na área de animação
●      2005 - Início da série animada “As Aventuras de Betinho Carrero”
●      2011 - Responsáveis pela animação, animatic e edição de 3 temporadas de "Carrapatos e Catapultas"
●      2012 - Animação de 15 episódios de "Peixonauta"
●      2013 - Animação de 8 episódios de "Meu Amigãozão"
●       2020 - 2024 - Efeitos Especiais (2020) e Animação (2021-2024) de “Rick and Morty”

## Clipes musicais em animação
●      Banda The Zorden – Pra te encontrar, com estreia no Canal Multishow e um dos selecionados para a mostra “Olho neles” que faz parte da 21ª edição do Festival Internacional de Animação do Brasil, o Anima Mundi 2013
●      Banda The Zorden – A Fonte

## Louros e Prêmios
●      2001 – Vencedor do Prêmio Catarinense de Cinema FCC  com o Curta metragem “Aventuras na Ilha da Magia”
●      2018 – Vencedor Chilemonos, com a Série Boris e Rufus
●      2018 - Selecionado Oficial no evento 17ª Mostra de Cinema Infantil, com a Série Boris e Rufus
●      2019 – Selecionado Oficial no evento San Diego International Kids Film Festival, com a Série Boris e Rufus
●      2019 - Finalista do18º Grande Prêmio de Cinema Brasileiro, com a Série Boris e Rufus
●      2021 – Finalista no Festival Prix Jeunesse Iberoamericano, com a Série Boris e Rufus
●      2023 - Selecionado Oficial no 23ª FAM, com a Série Boris e Rufus
●      2024 – Selecionado Oficial no 21º Festival Internacional de Cinema Infantil – FICI, com a Série Boris e Rufus
●      2024 – Selecionado Oficial no 21º Festival Internacional de Cinema Infantil – FICI, com a Série Tuca, O Mestre Cuca
●      2024 – Selecionado Oficial no 21º Festival Internacional de Cinema Infantil – FICI, com a Série Esquadrão do Mar Azul
●      2024 – Finalista do Prêmio Grande Otelo, com a Série Esquadrão do Mar Azul